# Воронкін Михайло Спиридонович
Михайло Спиридонович Воронкін (якут. та рос. Михаил Спиридонович Воронкин; * 21 листопада 1923, Оргетський наслег, Верхньовілюйський улус, Республіка Саха (Якутія)) — доктор філологічних наук, професор, заслужений діяч науки Республіки Саха (Якутія).

## Біографія
У 1941–1958 рр. працював учителем початкових класів, воєнруком, вчителем російської і якутської мов, викладачем педучилища, інспектором райвно.
У 1954 році закінчив з відзнакою Якутський державний педагогічний інститут, в 1958–1961 рр. — аспірант ЯФ СВ АН СРСР, в 1961 р прийнятий молодшим науковим співробітником ІЯЛІ, з 1972 — старший науковий співробітник.
У 1967 році захистив кандидатську дисертацію на тему «Єсейська говірка якутської мови», в 1988 році — докторську дисертацію на тему «Діалектна система якутської мови: освіта, взаємодія з літературною мовою і структура».

## Науова діяльність
М. С. Воронкін — провідний діалектолог-якутознавець. Займався системним описом і класифікацією говорів якутської мови. Дослідив особливості західних, північно-західних говірок, описав північно-східні говірки методом лінгвістичної географії. Автор понад 50 наукових праць.